# Csontos Kálmán
Csontos Kálmán (1899. – ?) válogatott labdarúgó, csatár, balösszekötő.

## Pályafutása

### Klubcsapatban
Az Újpesti TE labdarúgója volt. Gyors, gólveszélyes csatár volt, aki az összjátékban kevésbé hatékonyan működött közre.

### A válogatottban
1923 és 1924 között két alkalommal szerepelt a magyar labdarúgó-válogatottban és egy gólt szerzett.

## Sikerei, díjai
- Magyar bajnokság
  - 2.: 1926–27
  - 3.: 1923–24
- Magyar kupa
  - döntős: 1923, 1925, 1927

## Statisztika

### Mérkőzései a válogatottban
| Magyarország | Magyarország         | Magyarország                    | Magyarország | Magyarország | Magyarország  | Magyarország | Magyarország | Magyarország |
| #            | Dátum                | Helyszín                        | Hazai        | Eredmény     | Vendég        | Kiírás       | Gólok        | Esemény      |
| ------------ | -------------------- | ------------------------------- | ------------ | ------------ | ------------- | ------------ | ------------ | ------------ |
| 1.           | 1923. szeptember 23. | Budapest, Hungária körúti pálya | Magyarország | 2 – 0        | Ausztria      | barátságos   | 1            | 72'          |
| 2.           | 1924. augusztus 31.  | Budapest, Üllői úti pálya       | Magyarország | 4 – 0        | Lengyelország | barátságos   | -            |              |
|              | Összesen             |                                 |              | 2            | mérkőzés      |              | 1            | gól          |